# Jurgis Baltrušaitis

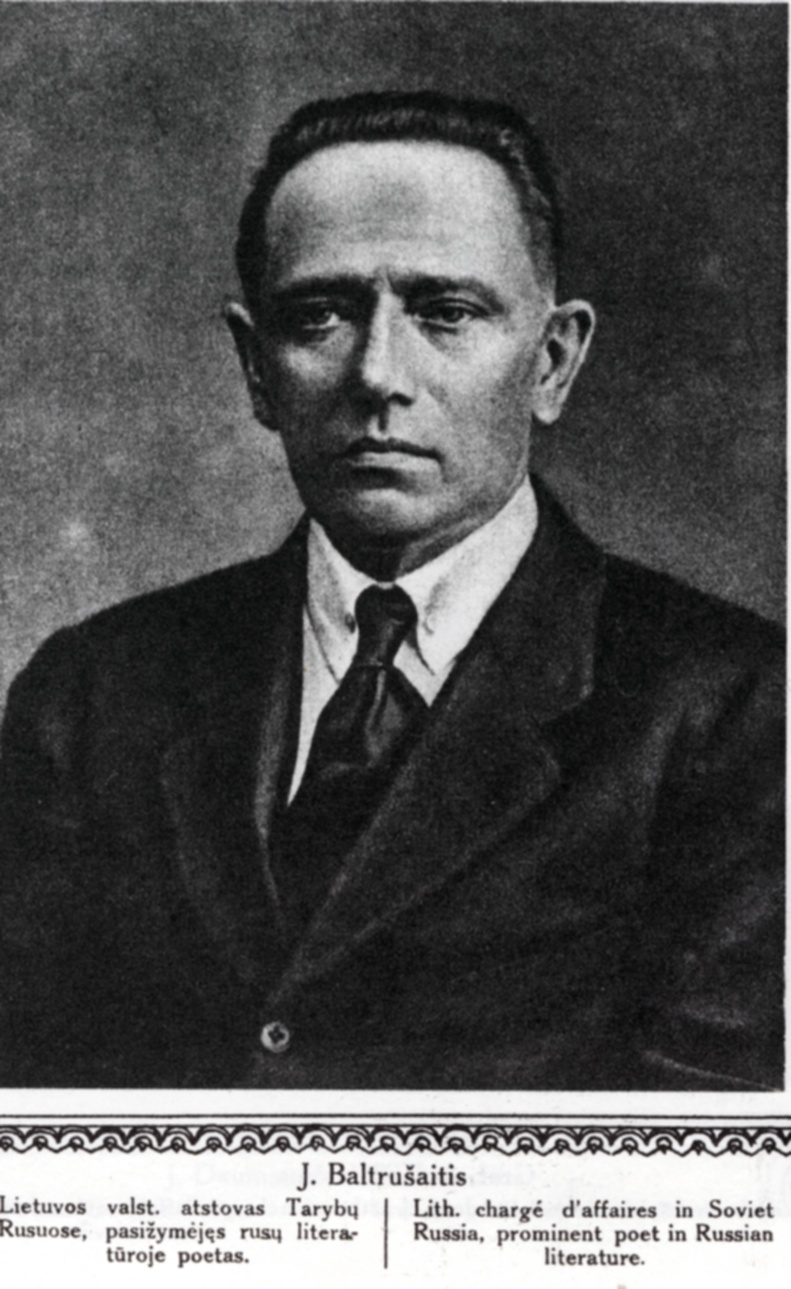
Jurgis Baltrušaitis

Jurgis Kazimirovitsj Baltrušaitis (Russisch: Ю́ргис Казими́рович Балтруша́йтис) (Paantvardys nabij Jurbarkas, 2 mei 1873 - Parijs, 3 januari 1944) was een Litouws symbolistisch dichter en vertaler, die schreef in het Litouws en (voornamelijk) in het Russisch. Bovendien was hij een aanzienlijk politiek activist en diplomaat. Zelf een vertolker van de iconografie, was hij vader van kunsthistoricus en criticus Jurgis Baltrušaitis Jr.

## Biografie
Baltrušaitis werd geboren in een boerenfamilie in het dorpje Paantvardys, nabij Jurbarkas, toentertijd nog het Russische Keizerrijk. Vanaf 1885 leerde hij aan het gymnasium van Kaunas, waar hij afstudeerde in 1893. Daarna ging hij studeren aan de Faculteit Natuurwetenschappen en Wiskunde van de Universiteit van Moskou. In dezelfde periode frequenteerde hij lessen aan de Faculteit Geschiedenis en Filologie, en studeerde hij vreemde talen. Gedurende zijn hele leven leerde hij 15 talen.
Vanaf 1895 begon Baltrušaitis mee literaire tijdschriften uit te geven vanuit Moskou, en begon hij aan zijn eigen creatieve werk in het Russisch. Hij sloot zich aan bij de symbolistische beweging, en samen met Sergej Poljakov richtte hij de uitgeverij Skorpio  op, die toonaangevende Russisch-symbolistische tijdschriften uitgaf zoals Vesy (“De Weegschaal”) en Severnye Cvety (“De Noorderbloemen”) en tevens verzamelingen van de grootste Russische symbolisten. Als lid van Moskous culturele elite was Baltrušaitis bevriend met beroemde Russische schrijvers en kunstenaars als Anton Tsjechov, Konstantin Balmont, Valerij Brjoesov, Vjatsjeslav Ivanov, Maksim Gorkij, Konstantin Stanislavski, Michail Vroebel en Aleksandr Skrjabin. Boris Pasternak was de privé-leerkracht van Baltrušaitis' kinderen.
Baltrušaitis publiceerde drie gedichtenbundels in het Russisch, en drie andere in het Litouws. Omdat hij Litouwen relatief jong verliet, was zijn Litouws echter archaïsch. Hij vertaalde moderne literatuur naar het Russisch, onder andere Ibsen, Wilde, Strindberg, Hamsun en Gabriele D'Annunzio. Zo is zijn vertaling van Hamsuns roman Honger een standaardvertaling geworden in het Russisch, die nog steeds heruitgegeven wordt.
Tussen 1900 en 1914 leefde en bezocht Baltrušaitis vaak West-Europese landen, in het bijzonder Italië en Noorwegen. Gedurende de jaren van de Eerste Wereldoorlog en de Russische Revolutie verbleef hij in Rusland, waar hij actief deelnam aan de Litouwse onafhankelijkheidsstrijd. In 1919 werd hij verkozen tot voorzitter van de Russische Schrijversbond, waarna hij bekendstond voor zijn inzet om schrijvers en intelligentsia bij te staan gedurende de eerste jaren van het Bolsjewistische regime.
In 1920 werd Baltrušaitis aangesteld als ambassadeur van het onafhankelijke Litouwen in Rusland, een ambt dat hij bleef uitoefenen tot 1939. In 1932 werd hij doctor honoris causa aan de Vytautas Magnus Universiteit in Kaunas. Baltrušaitis werd aangesteld als raadsman van de Litouwse ambassade in Parijs in 1939. Zijn zoon Jurgis Baltrušaitis Jr., kunstcriticus, was ook een Litouws diplomaat gedurende de Sovjetbezetting van Litouwen.
Baltrušaitis stierf te Parijs in januari 1944 en werd begraven op het kerkhof van Montrouge.